# Эфлиген
Эфлиген (нем. Aefligen) — коммуна в Швейцарии, в кантоне Берн. 
Входит в состав округа Бургдорф. Население составляет 1016 человек (на 31 декабря 2006 года). Официальный код — 0401.

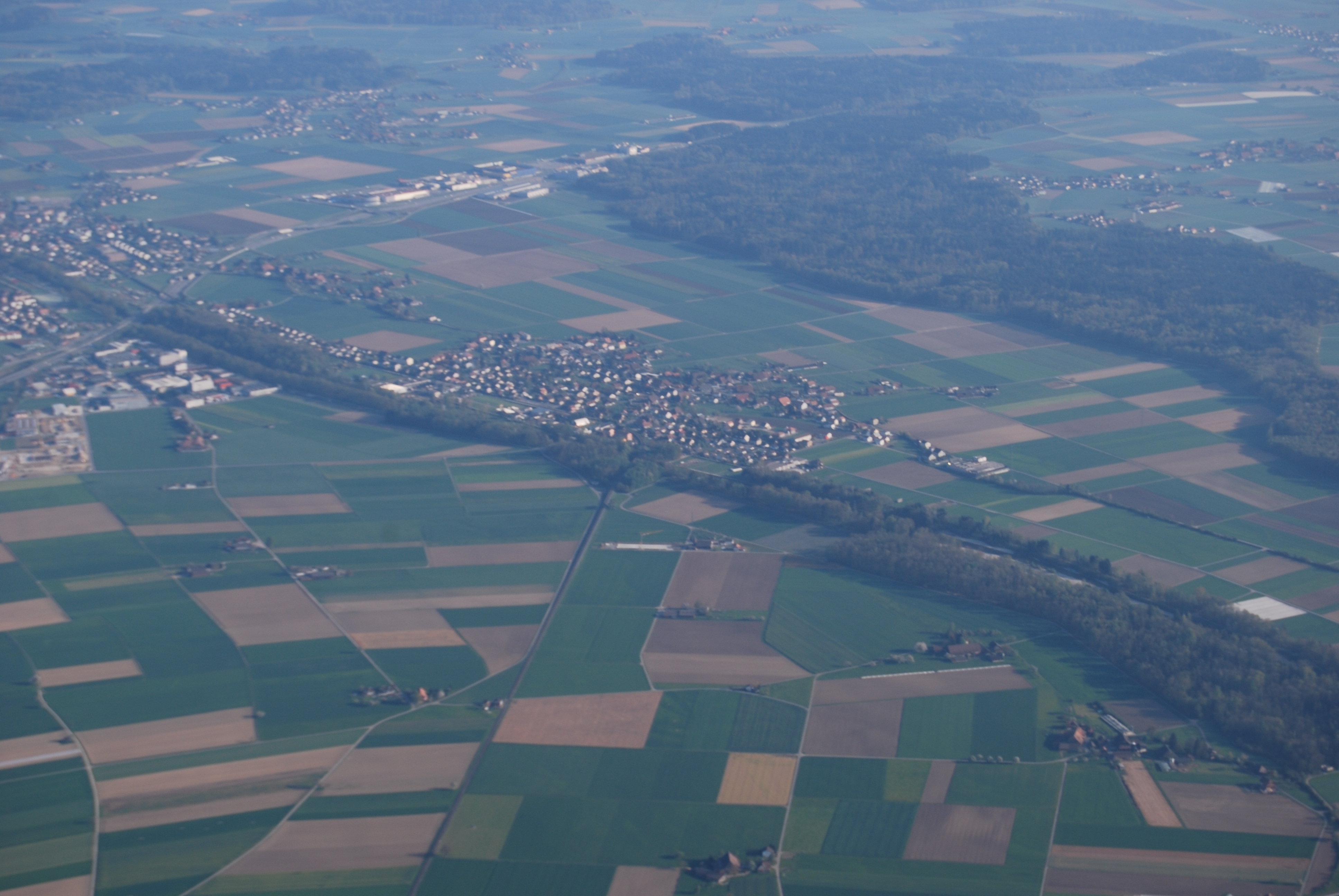
Эфлиген